# Nhóm ngôn ngữ Mande

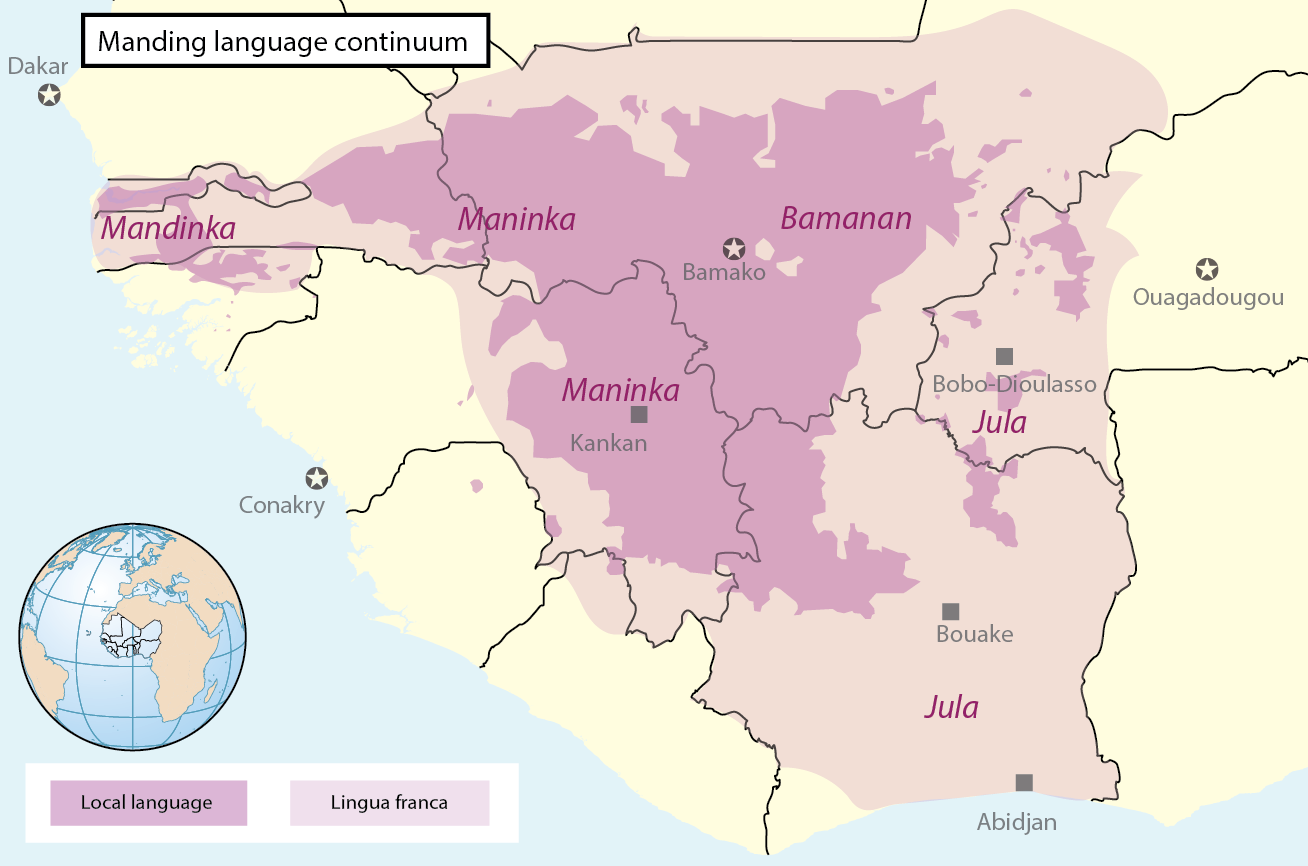
Phân bố các ngôn ngữ Mande hiện đại.

Nhóm ngôn ngữ Mande được sử dụng ở một số quốc gia Tây Phi bởi các dân tộc Mandé và bao gồm các tiếng: Maninka, Mandinka, Soninke, Bambara, Kpelle, Dioula, Bozo, Mende, Susu và Vai. Có "60 đến 75 ngôn ngữ được sử dụng bởi 30 đến 40 triệu người", chủ yếu ở Burkina Faso, Mali, Senegal, Gambia, Guinea, Guinea-Bissau, Sierra Leone, Liberia và Bờ biển Ngà.
Nhóm ngôn ngữ Mande được phân loại truyền thống là một nhánh khác biệt của ngữ hệ Niger-Congo, tuy nhiên cách phân loại này đã bị tranh cãi và Mande có thể là một ngữ hệ độc lập. Các nghiên cứu gần đây cho thấy Mande là một ngữ hệ độc lập không liên quan đến ngữ hệ Niger-Congo, nhưng cả hai đều ảnh hưởng lẫn nhau thông qua tiếp xúc ngôn ngữ.